# Hallo Spencer – Der Film
Hallo Spencer – Der Film ist ein satirischer Fernsehfilm, der für das ZDF produziert wurde. Der Film ist eine Hommage an die Kindersendung Hallo Spencer und seine Erfinder Winfried Debertin und Angelika Paetow. Er kombiniert Elemente der Comedy mit gesellschaftskritischen Themen. Der Film wurde 2024 beim Filmfest München uraufgeführt. Der Entertainer Jan Böhmermann fungierte als Co-Produzent, Co-Autor und Darsteller in einer Nebenrolle. 

## Handlung
Jakob Sesam ist Erfinder der Serie „Hallo Spencer“. Seit der nachlassenden Bekanntheit der Serie ist er jedoch sozial stark abgestürzt und verdient seinen Lebensunterhalt als Puppenspieler bei Kindergeburtstagen. Er lebt mit allen Puppen, den mittlerweile völlig heruntergekommenen Kulissen des Runddorfs sowie dem gesamten Filmarchiv im „Coconut Cave“, einer ehemaligen Diskothek, die eigentlich seiner Freundin Peggy gehört. Da dieses Gebäude mittlerweile aufgrund starker Baumängel abgerissen und für eine Summe von zehn Millionen Euro an einen Investor verkauft werden soll, setzt ihm Peggy die Frist, dass er bis Monatsende aus dem Gebäude mitsamt seinem Inventar ausziehen soll. Sesam überlegt sich, wie er dies verhindern kann, und entwickelt zusammen mit Spencer die Idee, einen Film zu produzieren, mit dem er 20 Millionen Euro einnehmen und vom Gewinn die Immobilie erwerben kann. Als er Peggy diese Idee vorschlägt und sogar ein fertiges Drehbuch vorlegt, ist sie zunächst nicht abgeneigt. Nachdem er ihr jedoch offenbart, dass er zehn Millionen Euro von ihr zur Vorfinanzierung des Projekts benötigt, lehnt sie ab. Daraufhin sucht er seinen wohlhabenden und kunstbeflissenen Freund Wolf Bosch auf, der ihm zwar auch kein Geld geben möchte, jedoch für ihn Videochat-Termine mit drei Streamingdiensten und ein persönliches Gespräch beim Nord-Rundfunk (NRF), seinem ehemaligen Arbeitgeber, organisiert, um so eine Produktionsmöglichkeit zu finden. Die Gespräche mit den drei Streamingdiensten sind jedoch erfolglos. 
Am angekündigten Tag des Fristablaufs steht Peggy schließlich mit dem Bagger vor der Tür. Sesam möchte den Abriss immer noch verhindern und behauptet, dass er die zehn Millionen Euro nun zur Verfügung habe, aber noch bis abends Zeit bräuchte. Peggy rückt daher von ihrem Vorhaben des Abrisses ab und möchte gleich einen Notartermin machen. Beim persönlichen Meeting mit dem NRF trifft Sesam auf Fred Forthmann, einen ehemaligen Praktikanten, der mittlerweile Programmdirektor beim NRF ist. Dieser ist von der Idee völlig angetan und ist mit den Produktionskosten von zehn Millionen Euro auch einverstanden. Allerdings möchte er Jakob Sesam dazu verpflichten, dass er 50 % der Produktionskosten, also fünf Millionen Euro, selbst finanziert. Sesam stimmt dem zu, obwohl er keine Idee hat, wie er dieses Geld auftreiben kann. Forthmann klärt ihn darüber auf, dass das Geld innerhalb von fünf Werktagen auf dem Konto des NRF sein muss, da sonst eine hohe Konventionalstrafe droht. Währenddessen entdecken Jette und Markus Wilde, ein in Berlin lebendes und aus der ehemaligen DDR stammendes exzentrisches, wohlhabendes Ehepaar, welches an verschiedenen Medienunternehmen beteiligt ist, dass ihnen die Rechte an der Serie „Hallo Spencer“ gehören. Sofort schmieden sie einen Plan, wie sie damit Geld verdienen können. Ihre Mitarbeiter arbeiten Vorschläge aus, wie die Serie als Manga-Serie oder 3D-Animation aussehen könnte, was jedoch bei den beiden auf Ablehnung stößt. Sie entscheiden sich schließlich wieder für die Benutzung der Puppen, damit das Publikum, welches mit der Serie schöne Erinnerungen verbindet, diese auch wieder konsumiert. 
Während Sesam seiner Exfrau Luise von den erfolgreichen Verhandlungen mit dem NRF berichtet, stürmen die Mitarbeiter von Jette und Markus Wilde das „Coconut Cave“ und entführen gewaltsam alle Puppen nach Berlin in die Geschäftszentrale der Wildes. Das Ehepaar schaltet sich kurz vorher per Videocall zu und teilt Jakob Sesam im Beisein von Peggy mit, dass ihnen die Rechte an der Serie gehören und alle Puppen somit ihr Eigentum seien. Der naive Sesam räumt Peggy gegenüber schließlich ein, dass er die Rechte an der Serie verkauft habe, aber dies doch schon lange her sei. Als er völlig verzweifelt auf einer Bank vor der Disco sitzt, gesellen sich plötzlich ein Musiker und die drei Quietschbeus hinzu, die offensichtlich nicht entführt wurden. Sie überzeugen ihn davon, nicht aufzugeben. Sesam entschließt sich, zu einer Rettungsmission nach Berlin aufzubrechen. 
Währenddessen sind Spencer und seine Freunde beim Ehepaar Wilde angekommen. Diese sind jedoch enttäuscht, weil die Puppen alle aussehen, als kämen sie aus den 80er-Jahren. Sie weisen ihre Mitarbeiter an, die Puppen einem Umstyling zu unterziehen. Als dieses abgeschlossen ist, sind sie immer noch nicht zufrieden, sodass sie sich entschließen, alle Puppen zum Verschenken auf die Straße zu stellen. Jakob Sesam findet glücklicherweise den Müllsack und kann seine über alles geliebten Puppen retten. Markus und Jette Wilde rufen ihm vom Balkon aus zu, dass sie ihm die Rechte verkaufen würden - für zehn Millionen Euro. Jakob Sesam rechnet sich nun aus, dass die Produktionskosten zuzüglich des Wiedererwerbs der Vermarktungsrechte und der Konventionalstrafe nun auf 40 Millionen Euro angestiegen sind. Wieder zu Hause angekommen, ist Sesam noch verzweifelter. Er liegt auf dem Dach der Disco und betrinkt sich mit einer Flasche Whisky. Plötzlich hat er die Idee, wie die Dorfbewohner in der Serie mit einem gereimten Lied die Fee „Galactica“ zu rufen und sie um Rat zu bitten. Tatsächlich erscheint sie zu seiner großen Freude. Nach einer herzlichen Begrüßung gibt sie ihm schließlich den Rat, dass er den Ring von Luise (mit welcher er die Serie produziert hat und die – was erst im Laufe des Filmes dem Zuschauer gewahr wird – bereits tot ist und ihm während der ganzen Handlung stets als Halluzination erschienen ist) verkaufen soll, da dieser mindestens einen Wert von 50 Millionen Euro hat. Galactica fügt außerdem hinzu, dass das Problem nicht das Geld ist, sondern dass Sesam endlich lernen muss, loszulassen. Sesam beherzigt den Ratschlag. Am Ende wird der Film schließlich produziert. Alle Beteiligten versammeln sich zur feierlichen Premiere. Jakob Sesam bedankt sich bei allen Beteiligten und richtet einen besonderen Dank an seine verstorbene Exfrau Luise, deren Tod insbesondere von den Puppen betrauert wird. Als Zeichen der Anerkennung steht ein leerer Stuhl im Publikum.

## Kritiken
Nach seiner Premiere erhielt der Film gemischte Kritiken. Die Süddeutsche Zeitung rezensierte, dass "minutenlange Nahaufnahmen von Rainer Bocks melancholischem Gesicht zu melancholischer Musik [..] zwar unbedingt sehenswerter als vieles, was sonst so im Fernsehen kommt" seien, aber bemängelte das gedrosselte Erzähltempo und dass die zu wenig in die Handlung eingebundenen Puppen "haarige Randfiguren ohne echte Momente" blieben.
Christina Böck schrieb in ihrer Kritik im österreichischen Kurier, der Film erinnere an The Muppets (2011), „nur weniger Hollywood und mehr handgemachte, ein bisschen staubige Poesie“.
Kathrin Hollmer lobte in Die Zeit den Film, er sei „kein Revival der Serie und kein reines Nostalgieprojekt. Er ist stellenweise herzzerreißend und dann wieder herrlich komisch, als Mediensatire mehr ein Film für Erwachsene.“
Der Autor Felix Reek schrieb in einer Kritik beim Onlinedienst Web.de, dass man zwar erspüren könne, dass Jan Böhmermann die Welt von „Hallo Spencer“ wirklich liebt. Der Film sei aber aufgrund vieler sich wiederholender Catchphrases und zu wenig ausgearbeiteter Charaktere und flacher Gags teilweise „ziemlich zäh“ und tauge aber daher weder als Kinderfilm noch als Mediensatire.
Fabian Hebestreit kritisierte in seiner Rezension für das Portal für Figurentheater und Puppenspielkunst Fidena, die Verfilmung ignoriere alles, was die Originalserie ausgemacht habe. Von deren ursprünglicher Ensembleleistung sei „leider nichts mehr zu spüren“.
Filmdienst schreibt: „Eine zwischen Nostalgie für den [...] TV-Klassiker und einer Mediensatire angelegte Komödie, die ein bitteres Fazit zum Umgang mit Individualität und Kreativität fällt. Vor dem Zynismus bewahren den Film die liebevoll eingestreuten Puppenszenen, deren Hauptadressaten Kenner des Originals sind.“
TV Spielfilm urteilt, dass der Film ein paar nostalgische Momente für Fans des Originals biete, „leider aber auch viele peinliche Dialoge und eine erzwungene Mediensatire, die selten funkt“ und nur für „beinharte Fans“ geeignet sei.

## Trivia
- Der Film ist eng an die wahren Ereignisse angelehnt, was mit „Hallo Spencer“ und seinem Schöpfer Winfried Debertin nach dem Ende der Reihe geschehen ist. Wie Sesam lagerte Debertin Puppen und Requisiten jahrelang in einer ehemaligen Großraumdisko ein (dem „Mic Mac“ in Moisburg), bis diese abgerissen werden musste. Er stellte auch die Puppen-Automaten der 2017 ausrangierten „Hallo Spencer“ - Show im Heidepark unter, welche u. a. bei Einbrüchen in die Disko gestohlen und an anderen Orten einfach stehengelassen wurden. Da sie dort der Witterung ausgesetzt gewesen waren, waren sie anschließend nicht mehr zu gebrauchen und mussten entsorgt werden.
- Als Vorlage für die Figur von Sesams Exfrau Luise diente Angelika Paetow, mit welcher Debertin „Hallo Spencer“ entwickelte und die 2015 verstorben ist.
- Am Anfang des Films werden die Charaktere des Runddorfs durch eine Tonspur des schon im Jahr 2002 verstorbenen Hörspielsprechers Hans Paetsch vorgestellt.
- Die Rolle des „Wolf Bosch“ wird durch den Schauspieler Achim Hall verkörpert, der Spencer in der Originalserie wie in der Verfilmung seine markante Stimme verliehen hat.[9]
- Das Ehepaar Wilde spielt auf das Berliner Unternehmerehepaar Holger und Silke Friedrich an.
- Winfried Debertin ist in der letzten Szene des Films kurz im Publikum in der ersten Reihe zu sehen.
- Tocotronic-Sänger Dirk von Lowtzow hat einen Gastauftritt.
- Als die Mitarbeiter des Ehepaars Wilde diesen vom Werdegang der „Hallo Spencer“-Lizenzen erzählen, wird erwähnt, diese „in einem Paket mit ein paar israelischen Erotikkomödien“ von einem belarussischen Bauunternehmer erworben zu haben. Tatsächlich wurden die ausländischen „Hallo Spencer“-Rechte einst vom israelischen Medienmogul Haim Saban erworben und vermarktet.
- Von den Original-Sprechern der Serie wirken neben Achim Hall nur Friedrich Wollweber, Martin Leßmann und Klaus Naeve mit. Andrea Bongers, welche Lisa und Galactica spricht, hatte ebenfalls damals an der Serie mitgewirkt, allerdings nicht in einer wiederkehrenden Rolle. Winfried Debertin spielt in einzelnen Szenen Lexi und hat zudem einen Cameo-Auftritt in der Schlussszene als Zuschauer im Publikum.